# Palau del Governador de la Ciutadella
El Palau del Governador de la Ciutadella és un edifici situat al Parc de la Ciutadella de Barcelona, catalogat com a bé cultural d'interès nacional.

## Descripció
De planta rectangular, les seves dependències es desenvolupen al voltant d'un pati central. L'edifici, a més de ser la residència del governador de la Ciutadella, a la part posterior, es destinava als carruatges, i de forma simètrica a l'església contigua, completava la plaça d'armes de la fortificació a la part sud-oest.

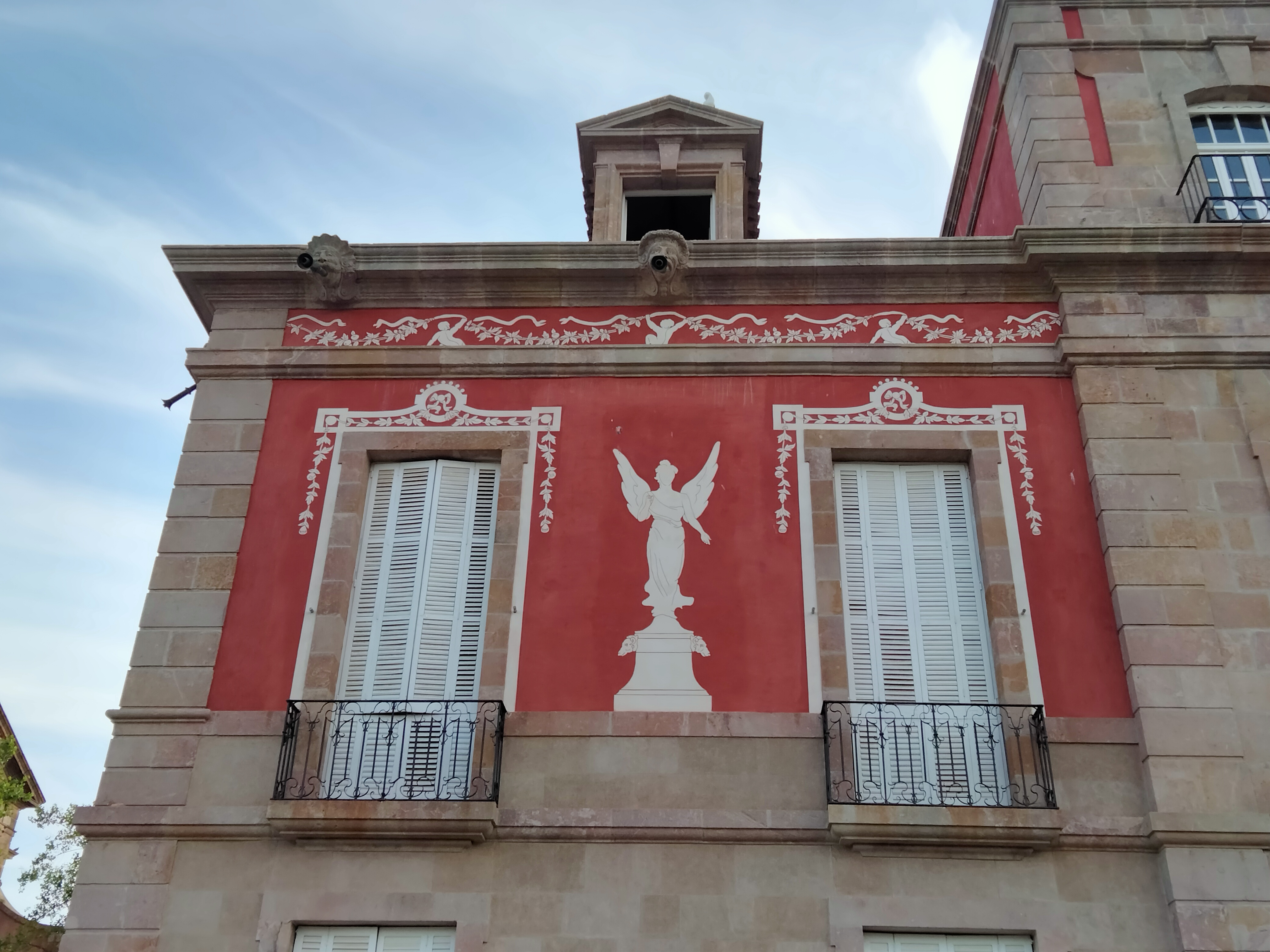
Balcons i esgrafiats

## Història
Les obres de la la Ciutadella, sota la direcció de l'enginyer militar flamenc Joris Prosper van Verboom, s'iniciaren al 1716 amb l'enderroc del barri de la Ribera i el 1718 ja estava enllestit per a poder edificar. S'hi construiren diferents edificis, com un arsenal (actual Parlament de Catalunya), una església, casernes i el palau del governador. Per aquest darrer, com per la resta d'edificacions, utilitzà un llenguatge arquitectònic d'estil clàssic, amb una forta influència de l'art francès.
Al llarg dels segles, el palau ha anat tenint diferents funcions: El 1888 va ser el Pavelló Reial durant l'Exposició Universal; el 1916 se cedí la primera planta a la Junta de Museus; i a partir dels anys 1940 es convertí en escola, funció que roman avui dia (IES Verdaguer).